# Geny (album)
Geny – czwarty album studyjny zespołu Perfect wydana w 1997 roku. Płyta zawiera materiał w większości rockowy. Największym przebojem z tej płyty jest utwór „Niepokonani”. Jest to również ostatni album studyjny nagrany z gitarzystą Ryszardem Sygitowiczem i basistą Andrzejem Nowickim.
Nagrania uzyskały certyfikat złotej płyty.

## Skład
- Jacek Krzaklewski – gitara, wokal
- Grzegorz Markowski – wokal
- Andrzej Nowicki – gitara basowa, tambura, wokal
- Ryszard Sygitowicz – gitara, wokal
- Piotr Szkudelski – perkusja, instrumenty perkusyjne, wokal

## Lista utworów
1. „Grawitować” – 3:38
2. „Spać nie mogę ani jeść” – 5:08
3. „Co mnie wszystko to obchodzi” – 3:35
4. „Niepokonani” – 3:59
5. „Wyznanie lwa” – 3:35
6. „Ja płynę pod prąd” – 4:33
7. „Ty wiesz i ja to wiem” – 4:06
8. „Derwisz i bokser” – 4:32
9. „Księżycowe dzieci” – 4:47
10. „O-a-a” – 4:17
11. „Morze obłędu” – 5:02
12. „Znak dla ciebie” – 4:30
13. „Idźcie do domu” – 3:37
14. „Geny” – 4:22

## Single
| Rok  | Tytuł            | Wytwórnia | Pozycja na liście | Pozycja na liście |
| Rok  | Tytuł            | Wytwórnia | LP3               | SLP               |
| ---- | ---------------- | --------- | ----------------- | ----------------- |
| 1997 | „Niepokonani”    | PolyGram  | 1                 | 21                |
| 1997 | „Wyznanie lwa”   | PolyGram  | 27                | –                 |
| 1997 | „Idźcie do domu” | PolyGram  | 22                | 36                |